# Reptuile

Trois modèles de reptuiles simples

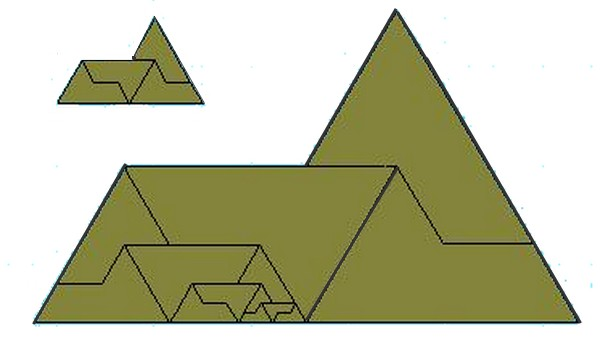
Le pentagone sphinx, reptuile d'ordre 4 et son développement.

Un reptuile (ou rep-tuile), ou autopavé, est une forme géométrique plane polygonale, qui possède la particularité d'être reproductible, à une échelle supérieure ou inférieure, par juxtaposition ou découpe d'un certain nombre de copies de lui-même ; ceci, donc, indéfiniment. La notion de reptuile peut être également étendue aux formes fractales.
Ce nom a été créé par Solomon W. Golomb en 1962, tuile se disant "tile" en anglais, cela formait de mot "reptile".

## Ordre

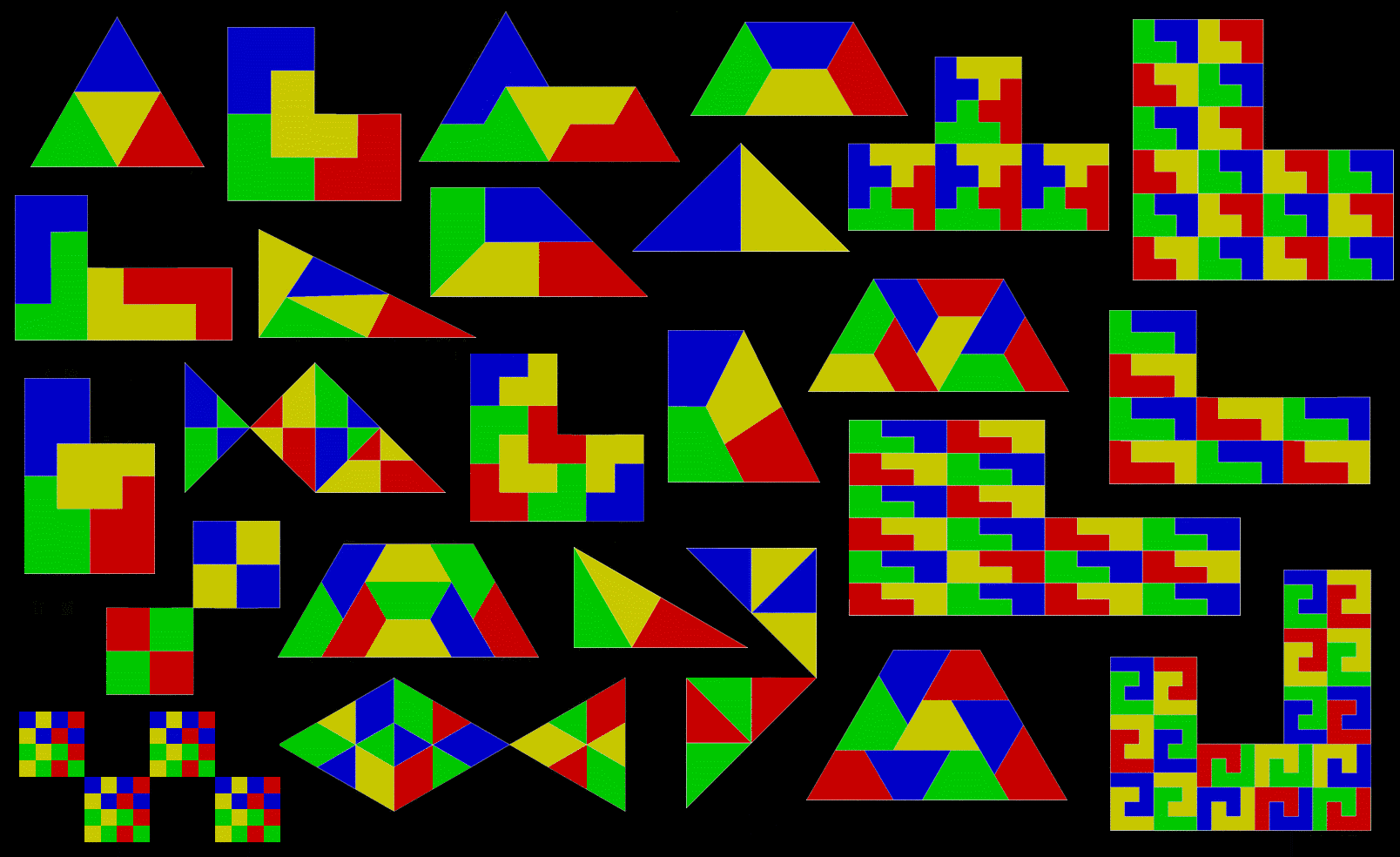
Une sélection de reptuiles

Le reptuile est dit d'ordre 2 quand il possède une reproduction par deux éléments. Les triangles rectangles isocèles et les parallélogrammes dont les mesures des côtés sont dans le rapport 1 à la racine carrée de 2 satisfont à cette condition. Ce sont les seuls reptuiles polygonaux d'ordre 2 mais il existe également 4 types de reptuiles fractals d'ordre 2 .
Il existe peu de reptuiles  d'ordre 3. Le triangle rectangle d'angles 30°, 60°, 90° en est un.
Tous les triangles et tous les parallélogrammes sont reproductibles d'ordre 4.
Certains triangles ou parallélogrammes peuvent avoir deux ordres de réplication, par exemple 4 et 7 qui se combinent ensuite (4,7,8,14,16,28,32 etc.). 
Le sphinx est le seul pentagone reptuile d'ordre 4. Il existe des reptuiles en figure croisée comme le poisson d'ordre 9. On remarquera que de nombreuses constructions reptuiles sont elles-mêmes constituées d'éléments intermédiaires de forme géométrique simple mais ne répondant pas à la définition reptuile.
Des polygones plus complexes sont d'ordre 7 comme la figure dérivée de la courbe de Gosper
Il a été remarqué que tous les reptuiles d'ordre 4 connus sont aussi des reptuiles d'ordre 9. Mais on ne sait pas si ce résultat est général (rien n'a été démontré).

## Jeu
Les reptuiles peuvent être utilisés comme puzzles ou la construction de pavages décoratifs.

## Reptuile et fractale

Le reptuile sphinx en fractale

On peut utiliser des reptuiles pour illustrer la théorie des constructions d'images fractales. 